# خانقاه فرج بن برقوق
خانقاه فرج بن برقوق یک مجموعه مدارس و مقابر مذهبی اسلامی است که در قاهره، پایتخت مصر واقع شده‌ است.
این مدرسه در خیابان المعز لدین الله، بین مدرسه الکاملیه و مدرسه النصیر محمد بن قلاوون واقع شده‌ است که به ابتکار سلطان ظاهر ابوسعید برقوق، اولین مملوک، تأسیس شد.

## تاریخچه
بنای یادبود سلطان فرج را بسیاری از جمله مورخان مملوک یکی از بهترین بناهای معماری مملوکیان در قاهره می‌دانند.
بنای عظیمی است که شامل مدرسه و مسجدی وسیع و مزار خاندان برقوق و همچنین نخلستان است. ساخت آن حدود دوازده سال طول کشید. در سال ۸۰۱ هجری قمری - ۱۳۹۸/۱۳۹۹ میلادی توسط ملک ناصر فرج بن برقوق ساخته شد و در سال ۸۱۳ هجری قمری - ۱۴۱۰/۱۴۱۱ میلادی به پایان رسید.
این بنا به امر سلطان مملوک فرج بن برقوق و توسط لاجین التورنتای، از سال ۱۴۰۰ تا ۱۴۱۱ پس از میلاد ساخته شده‌است. در قبرستان شمالی که بخشی از مناطق تاریخی قاهره است و اغلب به عنوان یکی از کامل‌ترین آثار معماری مملوک از آن یاد می‌شود.
مدفن سلطان الظاهر برقوق در مقبره شمال شرقی قرار دارد. در مقبره‌های این خانقاه همچنین فرزندان سلطان برقوق و در مقبره جنوب غربی، همسر ظاهر برقوق، خاوند شقراء و دختر ناصر فرج به خاک سپرده شده‌اند.
وقتی سلطان برقوق درگذشت آنطور که معمول سلاطین بود او را در مدرسه خود که بین آن دو قصر ایجاد کرده بود دفن نکردند، بلکه به توصیه خودش او را زیر پای صوفیان و فقرا در بیابان دفن کردند، فرج وصیت پدر را به جا آورد و شروع به ساختن مسجد و مدرسه و خانقاه کرد. او همچنین فرمان داد تا قرآنی نوشتند که صفحه آغازین آن طلاکاری شده و صفحات دیگرش با شکل خورشید و پرتوهای ان تزیین شده‌است.
این ساختمان در حال حاضر در محله عباسیه بین خیابان صلاح سالم و جاده النصر واقع شده‌است. دوره سلطنت فرج با ناآرامی سیاسی، ویرانی و مشکلات اقتصادی همراه بود، و ایجاد این محل بسیار قابل توجه تلقی می‌شود. فرج نتوانست از هجوم ویرانگر تیمور به سوریه جلوگیری کند و در سال ۱۴۰۵ میلادی، قبل از بازپس‌گیری تاج و تخت، برای مدت کوتاهی خلع شد. منتقدان او را مسئول سوءمدیریت مالی، خالی کردن خزانه، و مالیات‌های ظالمانه می‌دانستند. او سرانجام در سال ۱۴۱۱، در سن ۲۳ سالگی از قدرت خلع و ترور شد.

## ساختمان
این مجموعه دارای سطحی در ابعاد تقریبی ۷۳ در ۷۲ متر می‌باشد.
ضلع غربی نمای اصلی مدرسه است و ۸۵/۸ متر طول دارد و به دو قسمت تقسیم می‌شود. اولی به طول ۷۰/۵ متر و قسمت دوم به طول ۱۵/۲ متر، قسمت اول ۷ متر از قسمت دوم جلونر و برجسنه شده‌است.
معمار این بنا شهاب الدین أحمد بن طولون بود که در ساخت خانقاه از سنگهای عظیم استفاده کرده‌است.
منبر از سنگ ساخته شده و با نقش‌های زیبایی به صورت اشکال هندسی تزیین شده‌است.
این مجموعه در درجه اول به عنوان خانقاه (محل اقامت و مرکز صوفیان) تعیین شد. این مجموعه همچنین دارای دو مناره، دو سقاخانه و دو مدرسه با آرایش تقریباً متقارن در نمای غربی آن است.

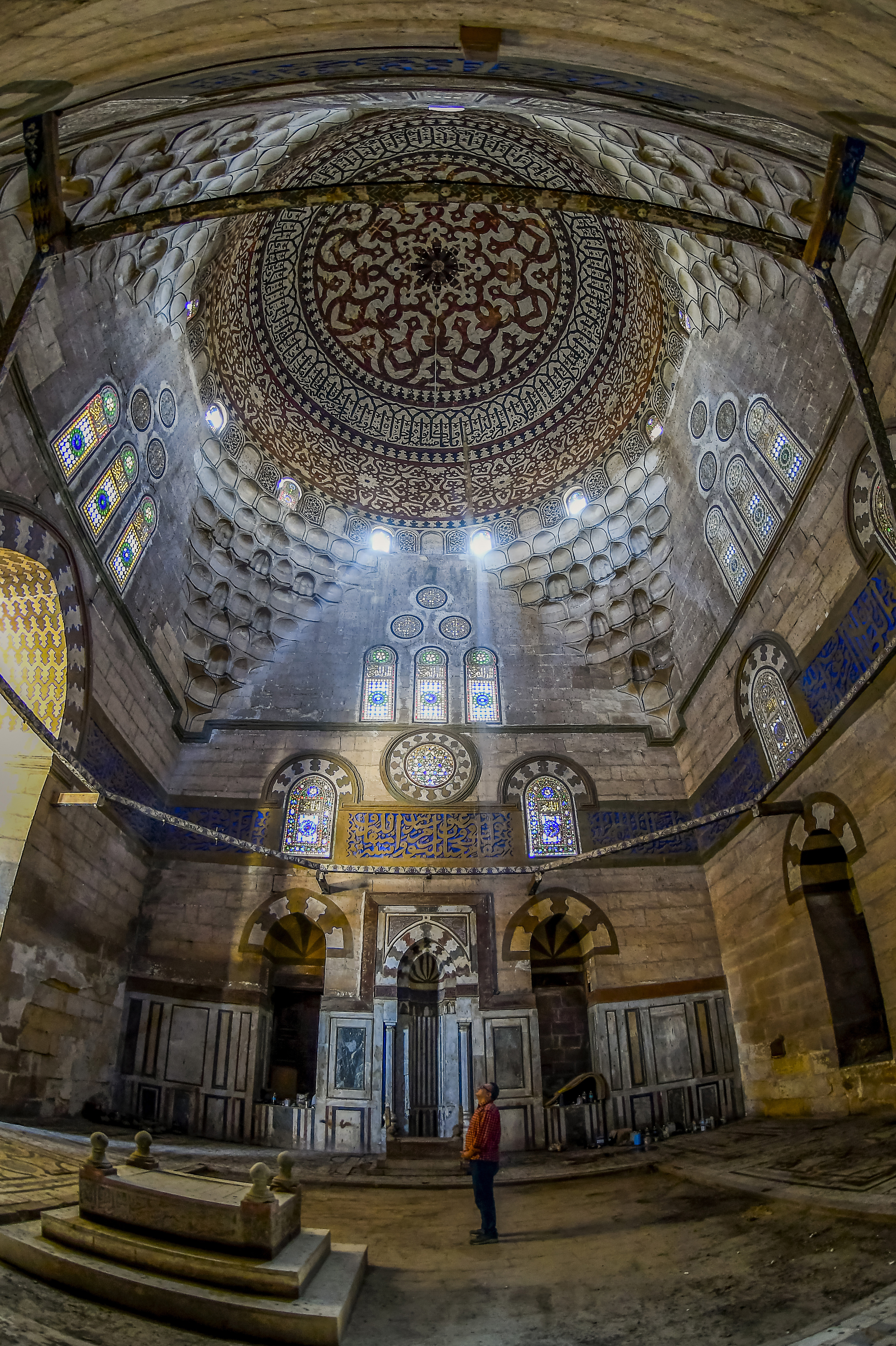
گنبد مقبره

آفاق آرامگاه شمالی که در آن فرج و پدرش برقوق دفن شده‌اند، کتیبه‌ای به تاریخ ۸۰۳ هجری قمری دارد. بر روی کتیبه دوم در همان‌جا نوشته است که این محل در سال ۱۴۰۵ توسط سلطان عبدالعزیز تکمیل شده است. پسر دیگر برقوق که برای مدت کوتاهی جانشین فرج شد. فرج به سلطنت بازگشت و سرانجام در سال ۸۱۳ هجری قمری (۱۴۱۱ میلادی) بنا را به پایان رساند.

## نمازخانه
نمازخانه سرپوشیده در قسمت شرقی است. که دارای سنگ‌کاری‌های خیره‌کننده است. به جای سقف چوبی معمولی که در جاهای دیگر در اکثر مساجد مملوک یافت می‌شود، سقف مسجد از طاق‌های سنگی تشکیل شده‌است. گنبد کوچکی نیز در قسمت جلوی محراب ایجاد شده‌است. در ابتدای نمازخانه دکه کوچکی نیز هست که برای مطالعه کتب است.
ایوان قبله از سه شبستان تشکیل شده و ایوان روبروی قبله ایوان از دو شبستان و دو ایوان جانبی هر کدام از یک شبستان تشکیل شده‌است. در هر مورد طاق‌هایی در دو جهت عمود برهم کشیده شده‌اند و گنبدهای کم ارتفاعی را می‌سازند. ایوان نماز را دو گنبد احاطه کرده‌است،

## نگارخانه

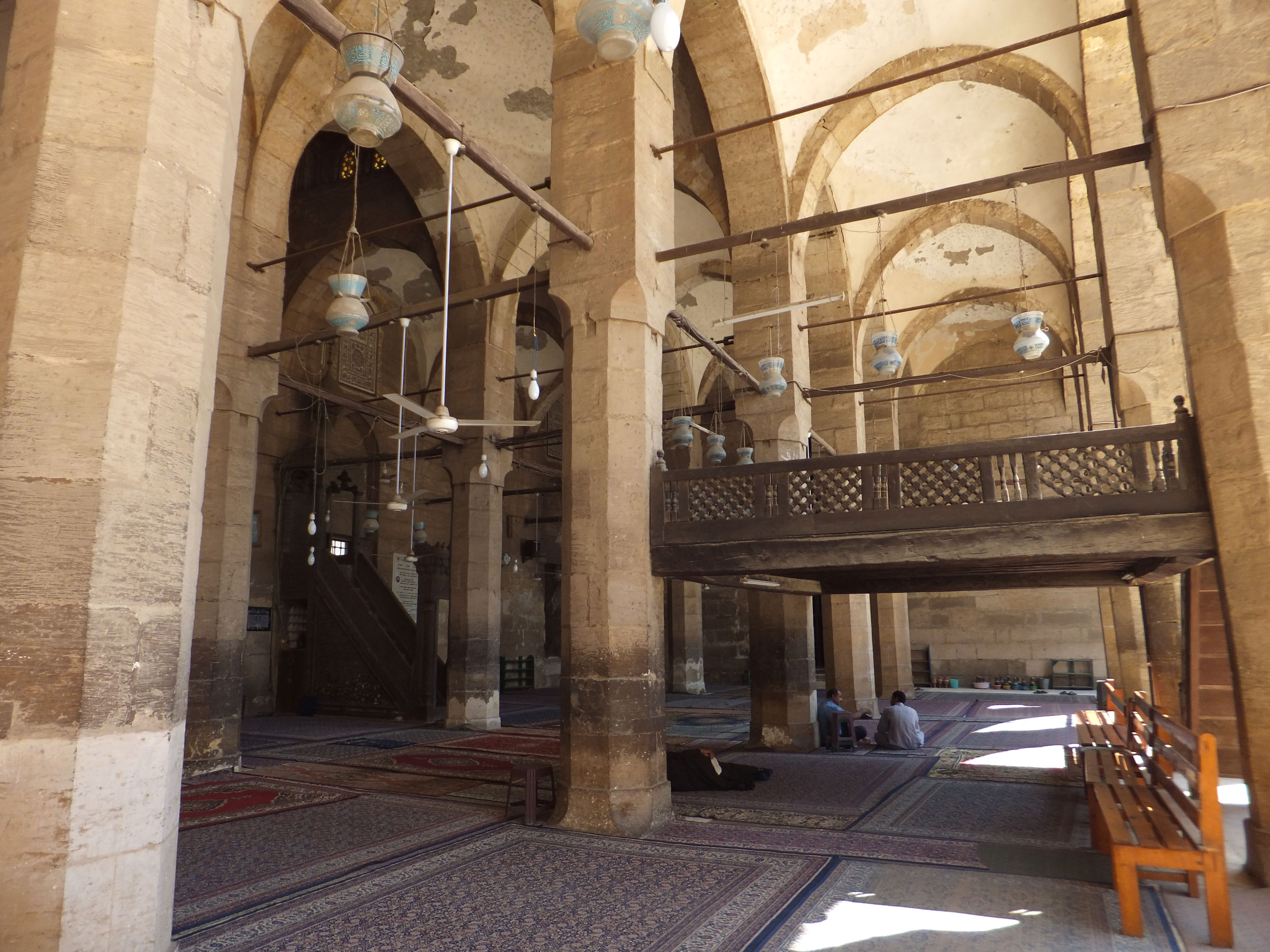
نمازخانه
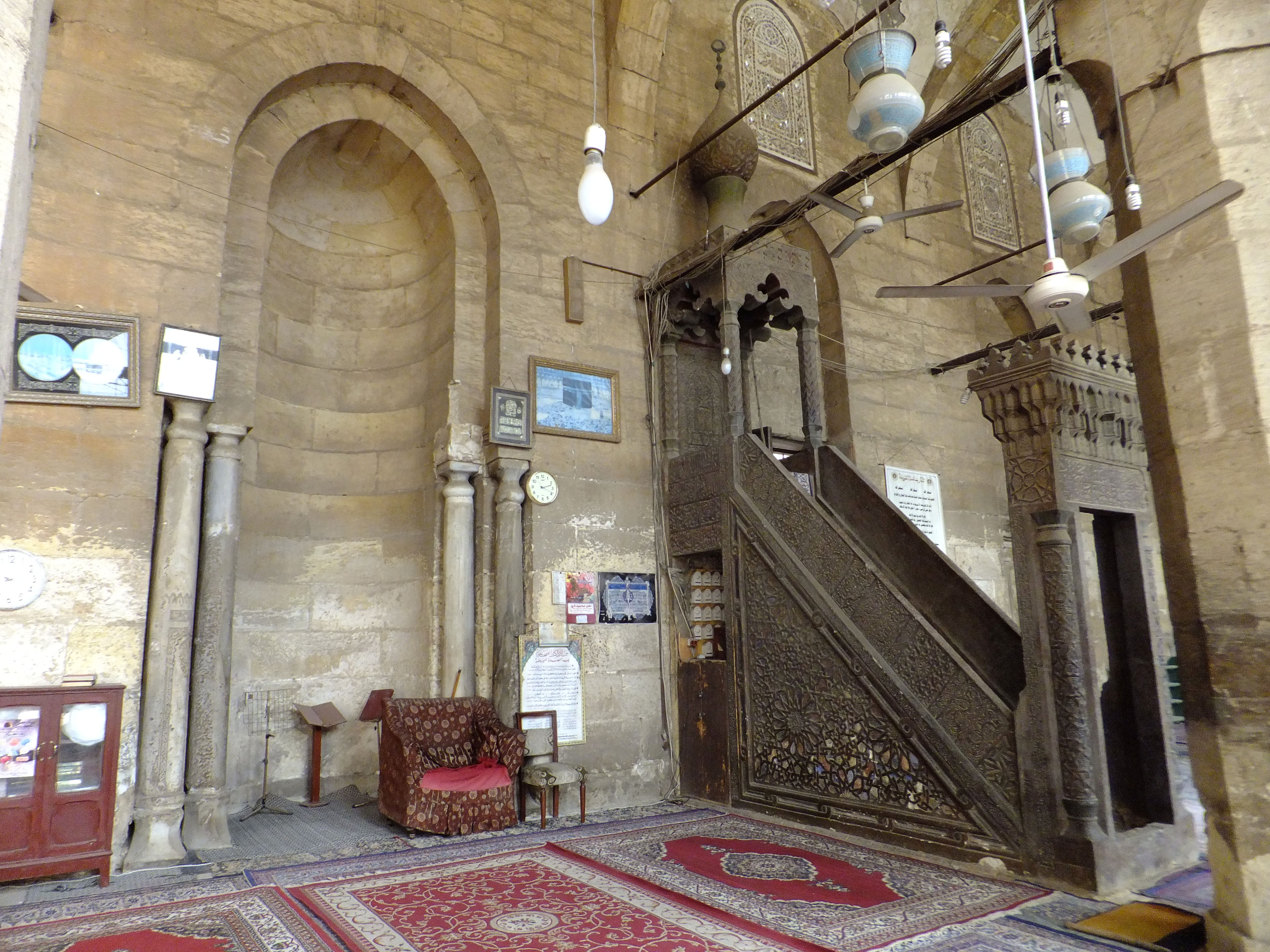
محراب و منبر
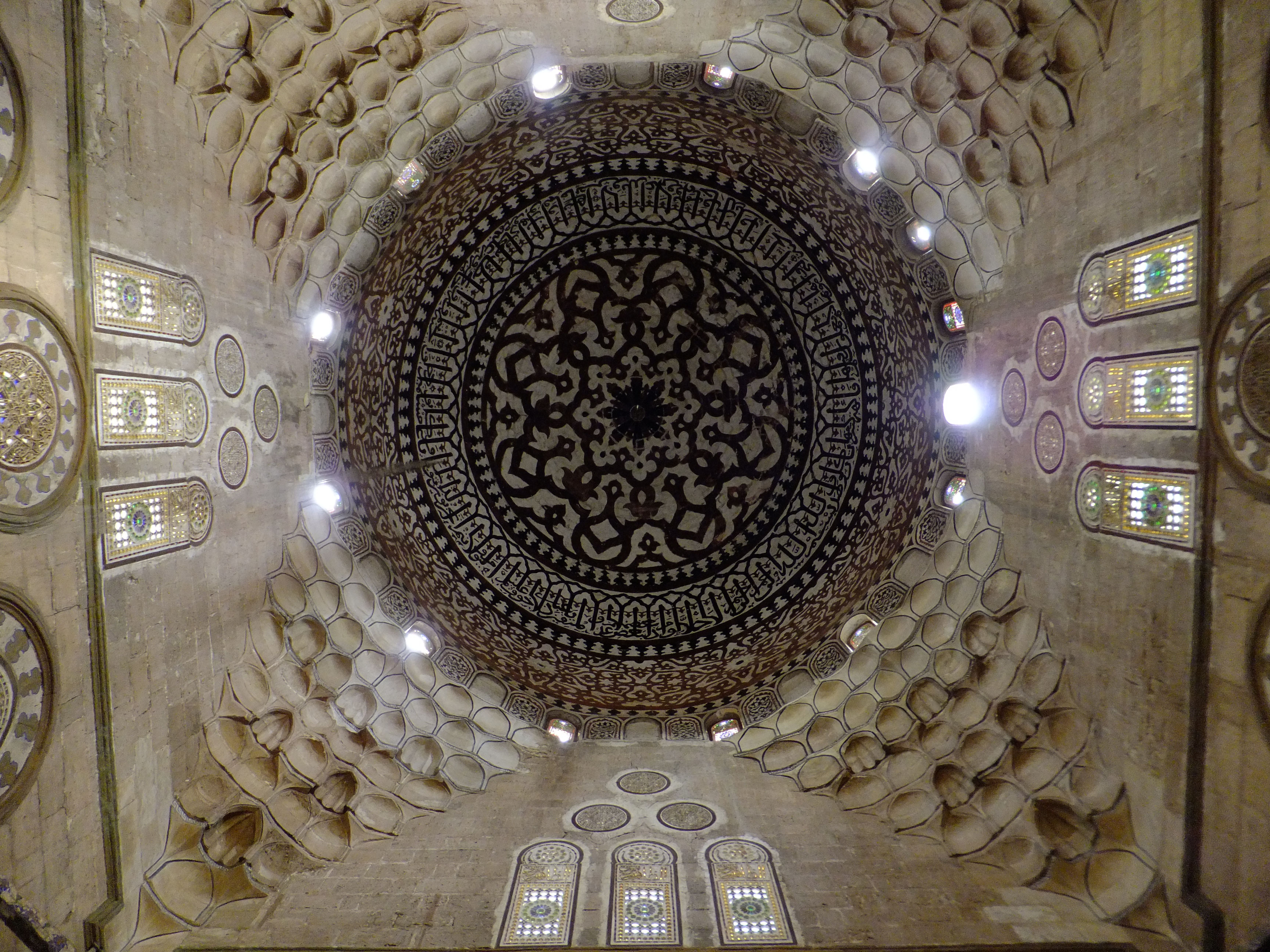
گنبد قسمت شمالی
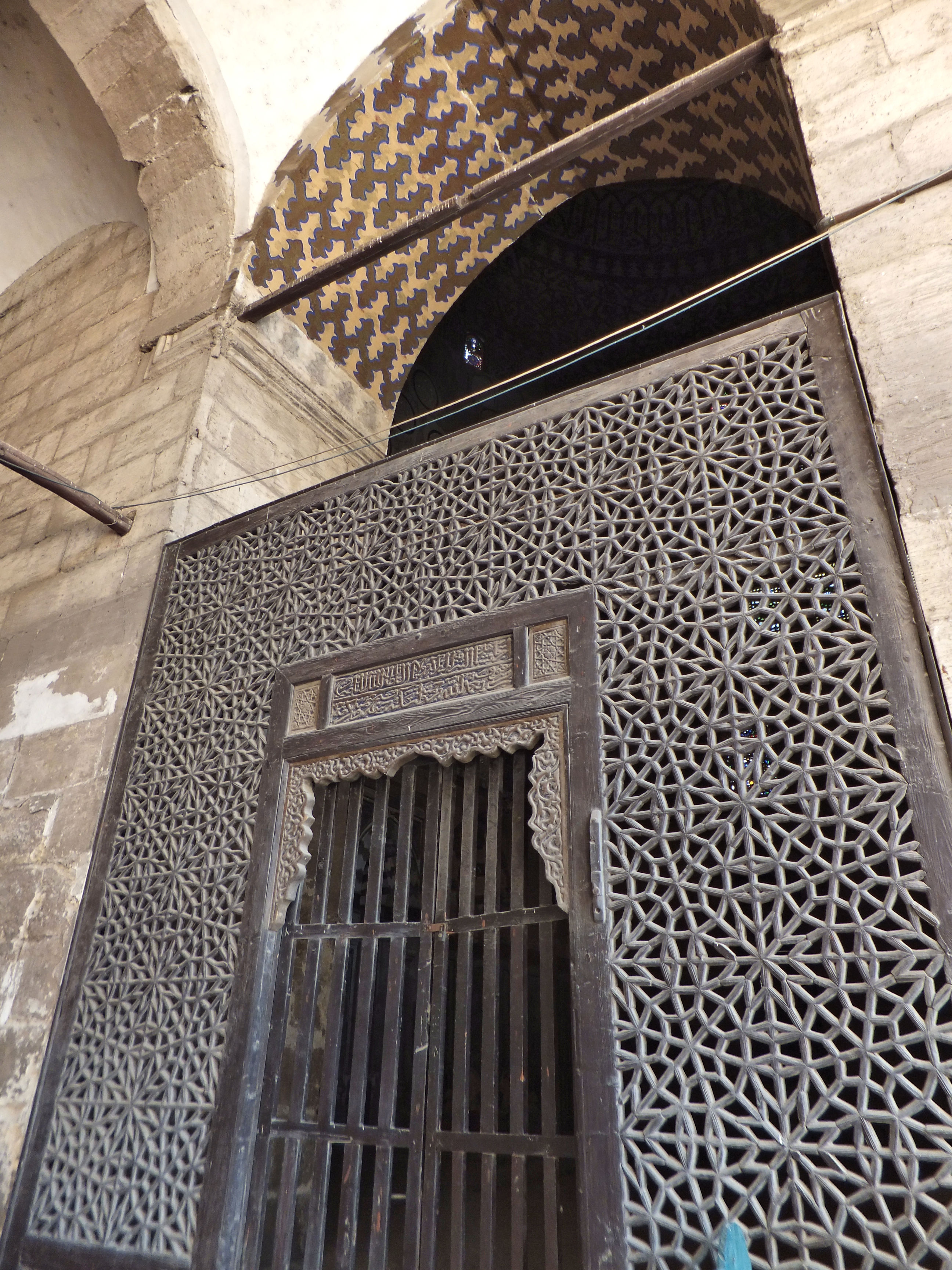
دیواره چوبی در ورودی مقبره جنوبی